# Marshall Kirk McKusick

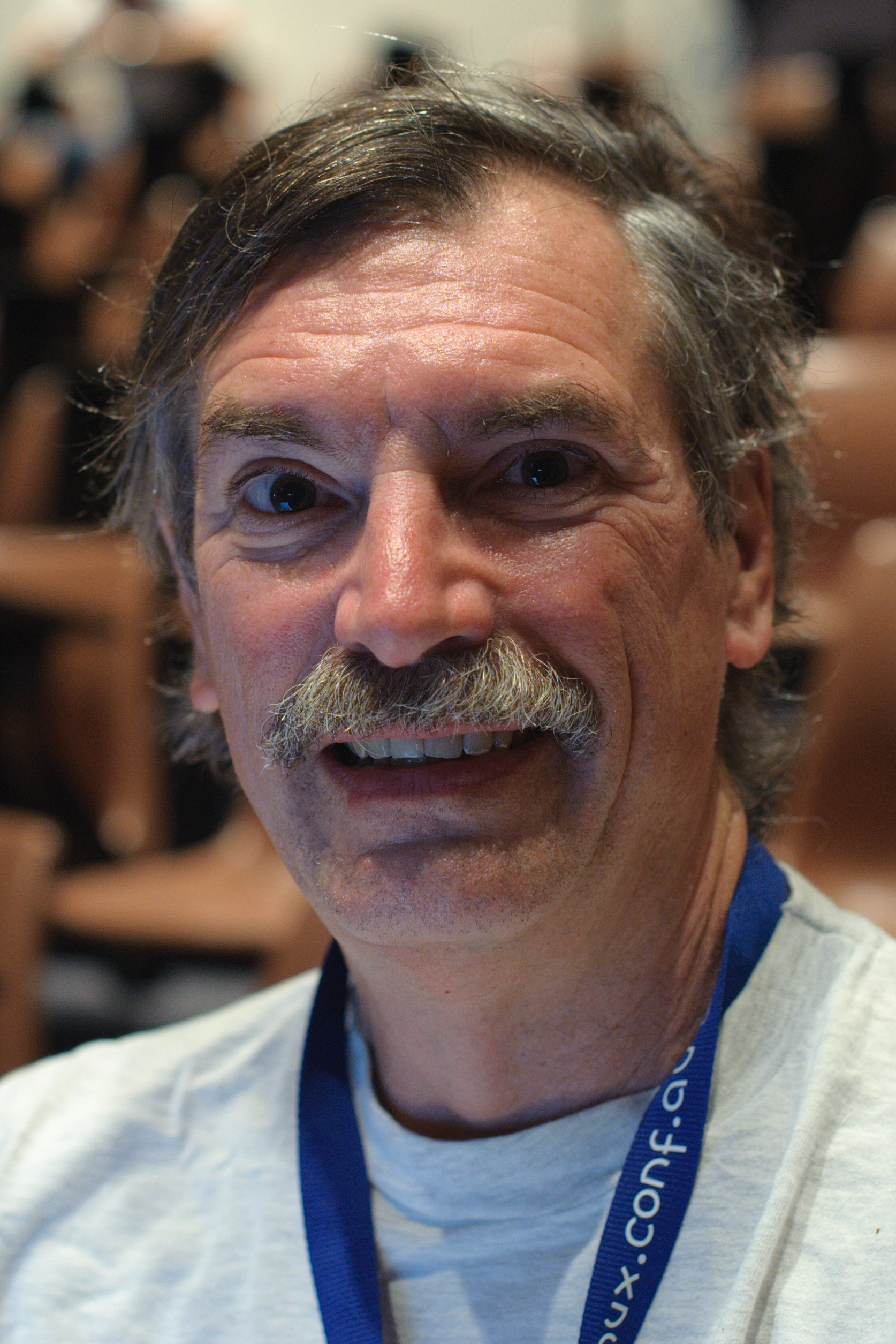
Marshall Kirk McKusick

Marshall Kirk McKusick (* 19. Januar 1954 in Wilmington) ist ein amerikanischer Informatiker. Seit den 1980er Jahren arbeitete er an BSD (Berkeley Software Distribution) und später an FreeBSD. Über mehrere Jahre war er Präsident der USENIX.

## Biografie
McKusick erlangte einen Bachelor in Elektrotechnik an der Cornell University. Anschließend machte er einen Master in Informatik sowie in Business Administration an der University of California, Berkeley. Im Jahr 1984 promovierte er im Fach Informatik. Von 1990 bis 1992 sowie von 2002 bis 2003 war McKusick Präsident des Interessensverbandes USENIX, wo er sich nach eigenen Angaben primär für die Freiheit von freier Software einsetzte. McKusick gelangte zu dem BSD-Projekt, als er sich in Berkeley ein Büro mit Bill Joy teilte, der einer der Initiatoren des Betriebssystems war. Er entwickelte unter anderem das ursprüngliche Berkeley Fast File System, kurz FFS. Bis heute entwickelt er das FFS weiter und hat in jüngerer Zeit etwa das moderne Dateisystem UFS2 eingeführt.
McKusick lebt mit seinem Gatten Eric Allman in Berkeley, Kalifornien.

## Werke
- Marshall Kirk McKusick, Keith Bostic, Michael J. Karels: The Design and Implementation of the 4.3 BSD UNIX Operating System. Addison-Wesley, Amsterdam 1989, ISBN 978-0-201-06196-3.
- Marshall Kirk McKusick: Twenty Years of Berkeley Unix. In: Open Sources: Voices from the Open Source Revolution. O’Reilly Media, London 1999, ISBN 978-1-56592-582-3.
- Greg Lehey, Marshall Kirk McKusick: The Complete FreeBSD: Documentation from the Source. O’Reilly Media, London 2003, ISBN 978-0-596-00516-0.
- Marshall Kirk McKusick, Keith Bostic, Michael J. Karels: The Design and Implementation of the FreeBSD Operating System. Addison-Wesley Longman, Amsterdam 2004, ISBN 978-0-201-70245-3.